# Tommaso Pobega
Tommaso Pobega (Trieste, 15 luglio 1999) è un calciatore italiano, centrocampista del Bologna.

## Biografia
Ha intrapreso un percorso di studi in economia aziendale all'Università telematica "Pegaso", laureandosi nel febbraio del 2023, dopo aver discusso una tesi intitolata "La responsabilità sociale del Milan" e incentrata sulla Fondazione Milan, onlus fondata dal club stesso.

## Caratteristiche tecniche
Pobega è un centrale di centrocampo, che può giocare anche da mezzala. Centrocampista “box-to-box”, è dotato di forza fisica e sa farsi valere in interdizione; pur peccando sotto l’aspetto tecnico, è un buon tiratore dalla distanza e si dimostra abile negli inserimenti offensivi.

## Carriera

### Club

#### Gli inizi, Ternana
Cresciuto calcisticamente nella Triestina e nel Milan, il 23 agosto 2018, a 19 anni, passa alla Ternana in Serie C con la formula del prestito stagionale. Il 7 ottobre successivo, fa il suo debutto da professionista sostituendo Giuseppe Vives nel secondo tempo di un pareggio casalingo per 1-1 contro il Renate. Due settimane dopo viene espulso, da subentrato, per somma di ammonizioni nella gara pareggiata 1-1 in trasferta contro la Triestina. Il 7 novembre successivo, gioca per la prima volta tutta la partita con la maglia delle Fere, in una vittoria per 1-0 in trasferta contro il Fano. Il 27 dicembre dello stesso anno, segna il suo primo gol da professionista in una vittoria per 2-1 in casa contro il Teramo. Il 9 febbraio 2019, realizza la sua prima doppietta in carriera, in un pareggio interno per 2-2 contro la Virtus Verona. Termina la sua stagione in prestito con la maglia della Ternana giocando 33 partite, facendo 3 gol e fornendo 3 assist.

#### Pordenone
Il 15 luglio 2019, passa in prestito con diritto di riscatto al Pordenone, società neo-promossa in Serie B. L'11 agosto successivo debutta con i Ramarri segnando il suo primo gol in una sconfitta per 2-1 in casa contro la Feralpisalò nel secondo turno di Coppa Italia, giocando l'intera partita. Il 26 agosto dello stesso anno fa il suo esordio anche in Serie B, dove all'esordio in maglia neroverde sigla una doppietta decisiva nella vittoria dei friulani in casa per 3-0 contro il Frosinone, venendo poi sostituito da Simone Pasa dopo 81 minuti. Conclude la sua stagione in prestito con il Pordenone disputando complessivamente 34 presenze, segnando 6 reti e fornendo anche 4 assist.

#### Spezia e Torino
Terminato il prestito fa ritorno al Milan con cui, il 24 agosto 2020, prolunga il suo contratto fino al giugno 2025. Il 23 settembre seguente viene ceduto in prestito allo Spezia neopromosso in Serie A. Debutta in Serie A quattro giorni dopo in occasione della sconfitta interna per 1-4 contro il Sassuolo. Il 1º novembre del 2020 segna la sua prima rete in Serie A, che, però, non basta per evitare la sconfitta interna per 1-4 contro la Juventus. Il 6 gennaio 2021 nella vittoria esterna contro il Napoli, segna la rete dell'1-2 finale. Il 12 maggio seguente sigla la sua prima doppietta in massima serie e con gli aquilotti, nel pareggio per 2-2 contro la Sampdoria. Chiude la stagione con 20 presenze, a causa della concorrenza nel suo ruolo, e 6 gol in campionato, contribuendo alla salvezza dei liguri.
Il 27 agosto 2021 si trasferisce in prestito al Torino. Il 12 settembre va a segno per la prima volta con i granata, nella gara vinta 4-0 in casa contro la Salernitana. Termina la stagione con 33 presenze e 4 gol, venendo impiegato con continuità.

#### Ritorno al Milan
Nell'estate del 2022, dopo quattro stagioni in prestito, ritorna al Milan con il quale rinnova il suo contratto fino al 30 giugno 2027. Il debutto in maglia rossonera arriva il 13 agosto, a 23 anni, subentrando a Rade Krunić nei minuti finali della partita vinta per 4-2 contro l'Udinese alla prima giornata di campionato. Il successivo 6 settembre fa anche il suo esordio assoluto nelle coppe europee, nella partita di UEFA Champions League pareggiata (1-1) in casa del Salisburgo, rilevando Ismaël Bennacer. Il 14 settembre realizza il suo primo gol in maglia rossonera, fissando il punteggio sul definitivo 3-1 nella gara di Champions League vinta contro la Dinamo Zagabria a San Siro. L'8 gennaio 2023 segna la prima rete in campionato, nella partita casalinga contro la Roma, pareggiata per 2-2. Va a segno anche nella gara contro il Bologna giocata nel mezzo dei quarti di finale di Champions League, nella quale realizza il gol dell'1-1 finale.

#### Bologna
Il 24 agosto 2024, viene ceduto in prestito fino al termine della stagione al Bologna, sempre in Serie A, con diritto di riscatto. Esordisce con i rossoblu il 14 settembre, nella partita pareggiata per 2-2 in casa del Como. Il 3 dicembre segna il suo primo gol con i rossoblu, aprendo le marcature nel successo per 4-0 contro il Monza negli ottavi di Coppa Italia. Quattro giorni dopo va a segno anche in campionato, nel pareggio per 2-2 in casa della Juventus, in cui realizza il parziale 0-2.
Il 22 luglio 2025 il prestito viene rinnovato, con obbligo di riscatto al verificarsi di determinate condizioni.

### Nazionale

#### Nazionali giovanili
Nel settembre 2019 raccoglie due presenze nella nazionale Under-20.
Nell'agosto 2020 viene convocato per la prima volta in nazionale Under-21, dal CT Paolo Nicolato. Il 12 novembre successivo, all'esordio assoluto con l'Under-21, sigla una doppietta decisiva nella vittoria per 2-1 in trasferta contro l'Islanda, nella partita valida per le qualificazioni all'Europeo Under-21. Nel marzo del 2021 viene convocato per la fase a gironi dell'Europeo Under-21. Scende in campo in tutte le partite, e realizza un gol nella gara dei quarti di finale contro il Portogallo, nella quale tuttavia l'Italia viene eliminata perdendo la partita per 5-3 ai supplementari.

#### Nazionale maggiore
Il 5 novembre 2021 viene convocato per la prima volta in nazionale maggiore, dal CT Roberto Mancini, per le ultime due partite delle qualificazioni al Mondiale 2022. Esordisce in nazionale il 4 giugno 2022, a 22 anni, subentrando a Tonali all'80º della sfida di Nations League pareggiata (1-1) contro la Germania a Bologna.

## Statistiche

### Presenze e reti nei club
Statistiche aggiornate al 22 luglio 2025.
| Stagione        | Squadra         | Campionato      | Campionato | Campionato | Coppe nazionali | Coppe nazionali | Coppe nazionali | Coppe continentali | Coppe continentali | Coppe continentali | Altre coppe | Altre coppe | Altre coppe | Totale | Totale |
| Stagione        | Squadra         | Comp            | Pres       | Reti       | Comp            | Pres            | Reti            | Comp               | Pres               | Reti               | Comp        | Pres        | Reti        | Pres   | Reti   |
| --------------- | --------------- | --------------- | ---------- | ---------- | --------------- | --------------- | --------------- | ------------------ | ------------------ | ------------------ | ----------- | ----------- | ----------- | ------ | ------ |
| 2018-2019       | Ternana         | C               | 32         | 3          | CI+CI-C         | 0+1             | 0               | -                  | -                  | -                  | -           | -           | -           | 33     | 3      |
| 2019-2020       | Pordenone       | B               | 31+2       | 5+0        | CI              | 1               | 1               | -                  | -                  | -                  | -           | -           | -           | 34     | 6      |
| 2020-2021       | Spezia          | A               | 20         | 6          | CI              | 0               | 0               | -                  | -                  | -                  | -           | -           | -           | 20     | 6      |
| 2021-2022       | Torino          | A               | 33         | 4          | CI              | -               | -               | -                  | -                  | -                  | -           | -           | -           | 33     | 4      |
| 2022-2023       | Milan           | A               | 19         | 2          | CI              | 1               | 0               | UCL                | 8                  | 1                  | SI          | 0           | 0           | 28     | 3      |
| 2023-2024       | Milan           | A               | 11         | 0          | CI              | -               | -               | UCL+UEL            | 4+0                | 0                  | -           | -           | -           | 15     | 0      |
| Totale Milan    | Totale Milan    | Totale Milan    | 30         | 2          |                 | 1               | 0               |                    | 12                 | 1                  |             | 0           | 0           | 43     | 3      |
| 2024-2025       | Bologna         | A               | 21         | 2          | CI              | 4               | 1               | UCL                | 5                  | 1                  | -           | -           | -           | 30     | 4      |
| 2025-2026       | Bologna         | A               | -          | -          | CI              | -               | -               | UEL                | -                  | -                  | SI          | -           | -           | -      | -      |
| Totale Bologna  | Totale Bologna  | Totale Bologna  | 21         | 2          |                 | 4               | 1               |                    | 5                  | 1                  |             | -           | -           | 30     | 4      |
| Totale carriera | Totale carriera | Totale carriera | 169        | 22         |                 | 7               | 2               |                    | 17                 | 2                  |             | 0           | 0           | 193    | 26     |

### Cronologia presenze e reti in nazionale
| Cronologia completa delle presenze e delle reti in nazionale ― Italia | Cronologia completa delle presenze e delle reti in nazionale ― Italia | Cronologia completa delle presenze e delle reti in nazionale ― Italia | Cronologia completa delle presenze e delle reti in nazionale ― Italia | Cronologia completa delle presenze e delle reti in nazionale ― Italia | Cronologia completa delle presenze e delle reti in nazionale ― Italia | Cronologia completa delle presenze e delle reti in nazionale ― Italia | Cronologia completa delle presenze e delle reti in nazionale ― Italia |
| Data                                                                  | Città                                                                 | In casa                                                               | Risultato                                                             | Ospiti                                                                | Competizione                                                          | Reti                                                                  | Note                                                                  |
| --------------------------------------------------------------------- | --------------------------------------------------------------------- | --------------------------------------------------------------------- | --------------------------------------------------------------------- | --------------------------------------------------------------------- | --------------------------------------------------------------------- | --------------------------------------------------------------------- | --------------------------------------------------------------------- |
| 4-6-2022                                                              | Bologna                                                               | Italia                                                                | 1 – 1                                                                 | Germania                                                              | UEFA Nations League 2022-2023 - 1º turno                              | -                                                                     | 80’                                                                   |
| 23-9-2022                                                             | Milano                                                                | Italia                                                                | 1 – 0                                                                 | Inghilterra                                                           | UEFA Nations League 2022-2023 - 1º turno                              | -                                                                     | 63’                                                                   |
| 26-9-2022                                                             | Budapest                                                              | Ungheria                                                              | 0 – 2                                                                 | Italia                                                                | UEFA Nations League 2022-2023 - 1º turno                              | -                                                                     | 72’                                                                   |
| Totale                                                                |                                                                       | Presenze                                                              | 3                                                                     |                                                                       | Reti                                                                  | 0                                                                     |                                                                       |

| Cronologia completa delle presenze e delle reti in nazionale ― Italia under 21 | Cronologia completa delle presenze e delle reti in nazionale ― Italia under 21 | Cronologia completa delle presenze e delle reti in nazionale ― Italia under 21 | Cronologia completa delle presenze e delle reti in nazionale ― Italia under 21 | Cronologia completa delle presenze e delle reti in nazionale ― Italia under 21 | Cronologia completa delle presenze e delle reti in nazionale ― Italia under 21 | Cronologia completa delle presenze e delle reti in nazionale ― Italia under 21 | Cronologia completa delle presenze e delle reti in nazionale ― Italia under 21 |
| Data                                                                           | Città                                                                          | In casa                                                                        | Risultato                                                                      | Ospiti                                                                         | Competizione                                                                   | Reti                                                                           | Note                                                                           |
| ------------------------------------------------------------------------------ | ------------------------------------------------------------------------------ | ------------------------------------------------------------------------------ | ------------------------------------------------------------------------------ | ------------------------------------------------------------------------------ | ------------------------------------------------------------------------------ | ------------------------------------------------------------------------------ | ------------------------------------------------------------------------------ |
| 12-11-2020                                                                     | Reykjavík                                                                      | Islanda under 21                                                               | 1 – 2                                                                          | Italia under 21                                                                | Qual. Europeo Under-21 2021                                                    | 2                                                                              |                                                                                |
| 15-11-2020                                                                     | Differdange                                                                    | Lussemburgo under 21                                                           | 0 – 4                                                                          | Italia under 21                                                                | Qual. Europeo Under-21 2021                                                    | -                                                                              | 45+1’ 46’                                                                      |
| 24-3-2021                                                                      | Celje                                                                          | Rep. Ceca under 21                                                             | 1 – 1                                                                          | Italia under 21                                                                | Europeo Under-21 2021 - 1º turno                                               | -                                                                              | 89’                                                                            |
| 27-3-2021                                                                      | Maribor                                                                        | Spagna under 21                                                                | 0 – 0                                                                          | Italia under 21                                                                | Europeo Under-21 2021 - 1º turno                                               | -                                                                              | 35’                                                                            |
| 30-3-2021                                                                      | Maribor                                                                        | Italia under 21                                                                | 4 – 0                                                                          | Slovenia under 21                                                              | Europeo Under-21 2021 - 1º turno                                               | -                                                                              | 73’                                                                            |
| 31-5-2021                                                                      | Lubiana                                                                        | Portogallo under 21                                                            | 5 – 3 dts                                                                      | Italia under 21                                                                | Europeo Under-21 2021 - Quarti di finale                                       | 1                                                                              | 57’ 75’                                                                        |
| Totale                                                                         |                                                                                | Presenze                                                                       | 6                                                                              |                                                                                | Reti                                                                           | 3                                                                              |                                                                                |

## Palmarès
- Coppa Italia: 1

Bologna: 2024-2025